# Bresimo
Bresimo, németül: Brissen, helyi non-völgyi ladin nyelvjárásban Brésem, település Olaszországban, Trento megyében. Lakosainak száma 248 fő (2023. január 1.). Bresimo Caldes, Cis, Livo (Trentino), Malè, Rabbi, Rumo és Ultimo községekkel határos.

## Népesség
A település népességének változása:
| Lakosok száma | 250  | 249  | 248  |
|               | 2017 | 2018 | 2023 |